# 山口久和
山口 久和（やまぐち ひさかず、1948年7月4日 - ）は、日本の中国哲学研究者。大阪市立大学名誉教授。

## 経歴
出生から修学期
1948年、滋賀県彦根市で生まれた。大阪市立大学文学部中国文学科で学び、1973年に卒業。京都大学大学院文学研究科中国哲学史専攻に進み、1979年に博士課程を満期退学した。
中国哲学研究者として
1996年、学位論文『章学誠の知識論：考証学批判を中心として』を大阪市立大学に提出して文学博士の学位を取得。同年、大阪市立大学教授に就いた。2012年に大阪市立大学を定年退任し、名誉教授となった。
その後は関西外国語大学教授を務めた。

## 著書
単著
- 『章学誠の知識論 考證學批判を中心として』創文社(東洋学叢書) 1998
- 『「三国志」の迷宮：儒教への反抗有徳の仮面』文藝春秋(文春新書) 1999

訳初
- 『朱子学と自由の伝統』Wm.T.ドバリー著、平凡社(平凡社選書) 1987

## 論文
- 山口久和 - CiNii論文情報検索